# Rouleau des êtres affamés
Les Rouleaux des êtres affamés (餓鬼草紙, Gaki zōshi), parfois aussi traduits en Rouleaux des fantômes affamés ou Rouleaux des démons affamés, forment un emaki japonais du XIIe siècle. Il s’agit en réalité de deux rouleaux peints différents, mais du fait de la proximité du style, du thème et de l’époque, ils sont communément présentés ensemble sous le même nom. Si les auteurs restent inconnus, on les date de la fin de l’époque de Heian ou du début de celle de Kamakura (soit fin XIIe début XIIIe siècle). Le contenu des rouleaux porte sur la description des gaki, damnés condamnés à errer invisibles sur terre après leur mort.

## Contexte

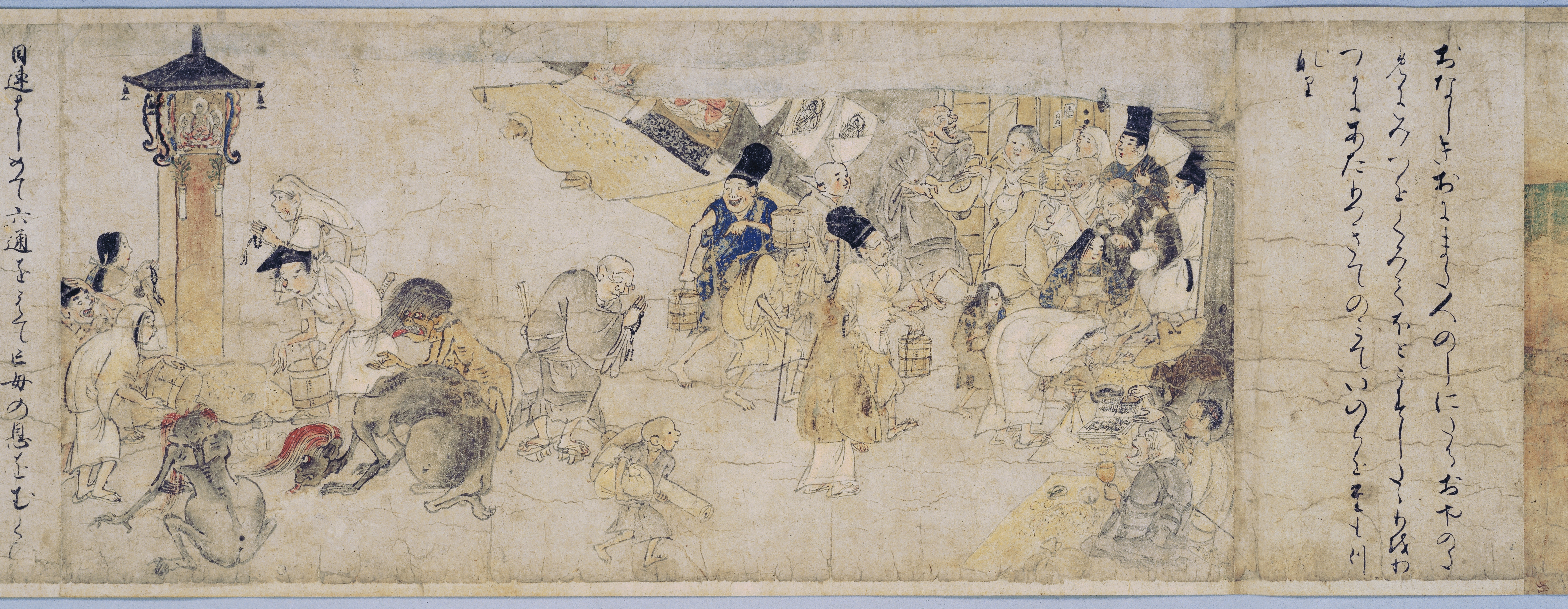
Peinture de genre montrant des humains faire des offrandes aux damnés devant un temple. Rouleau de Kyōto.

Apparue au Japon depuis environ le VIe siècle grâce aux échanges avec l’Empire chinois, la pratique de l’emaki se diffuse largement auprès de l’aristocratie à l’époque de Heian : il s’agit de longs rouleaux de papier narrant au lecteur une histoire au moyen de textes et de peintures. Vers la fin de l’époque de Heian, les troubles politiques et sociaux offrent un terrain propice au prosélytisme pour le bouddhisme, notamment l’illustration des six voies de la résurrection matérielle, comme le Rouleau des enfers. Le Gaki zōshi porte plus précisément sur la représentation des gaki (préta en sanskrit), les esprits damnés des pécheurs dans le bouddhisme, errant invisibles dans le monde réel en l’attente d’une résurrection et tiraillés par une faim insatiable. Effrayer les fidèles était en effet un moyen de les guider vers la religion, idée déjà exploitée auparavant en Inde et en Chine, ainsi qu’au Japon dès le VIIIe siècle sur d’autres supports. Au-delà du message religieux, le rouleau tire aussi inspiration de la vie du peuple, parfois misérable en raison des guerres civiles (connues sous le nom de guerre de Genpei). 
Les six destinées possibles de réincarnation des hommes, importantes en particulier dans les écrits du moine Genshin, deviennent un sujet populaire pour l’emaki à la fin du XIIe siècle. De nos jours, ces œuvres sont souvent désignées par le terme générique de rokudō-e (lit. « peintures des six voies »). Les deux emaki ont ainsi probablement été créés pour la collection du Renge-ō-in sous l’égide de l’empereur Go-Shirakawa.

## Présentations des rouleaux

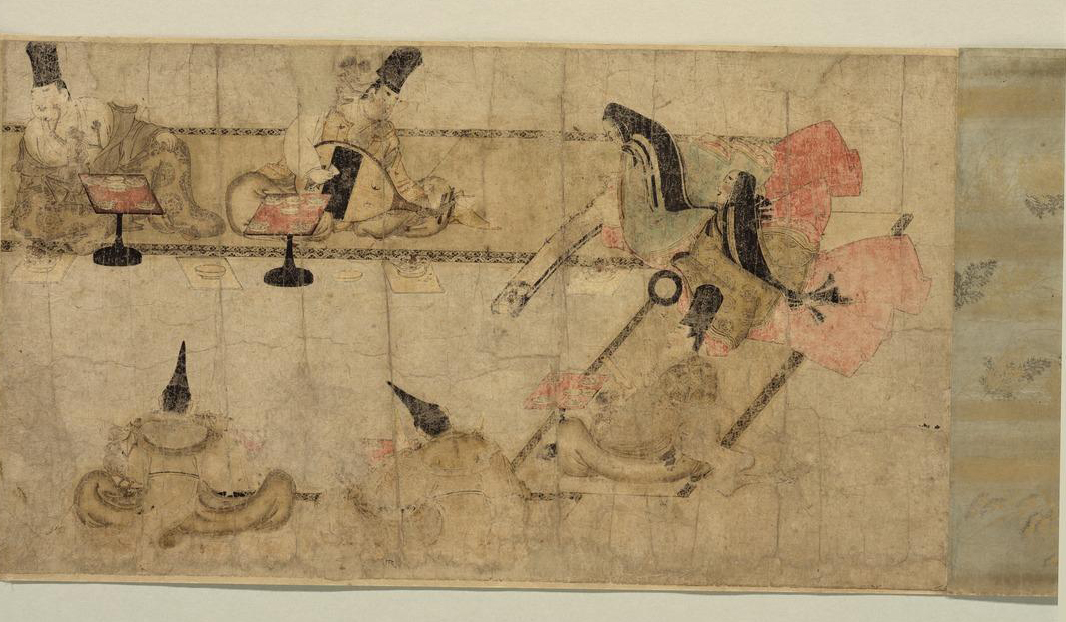
Scène du palais de l'empereur où des damnés se glissent invisibles parmi les nobles. Rouleau de Tōkyō.

L’emaki se compose donc de deux rouleaux de 26,9 × 380,2 cm et 26,8 × 538,4cm, respectivement exposés au musée national de Tōkyō et de Kyōto, pour un total de dix-sept peintures. On les date communément de la seconde moitié du XIIe siècle, à la fin de l’époque de Heian ou au début de l’époque de Kamakura. Les artistes restent de nos jours inconnus, mais la grande variété des styles au sein même des rouleaux montre que plusieurs peintres y ont travaillé.
L’ensemble a été désigné comme trésor national du Japon.

### Rouleau du musée national de Tōkyō

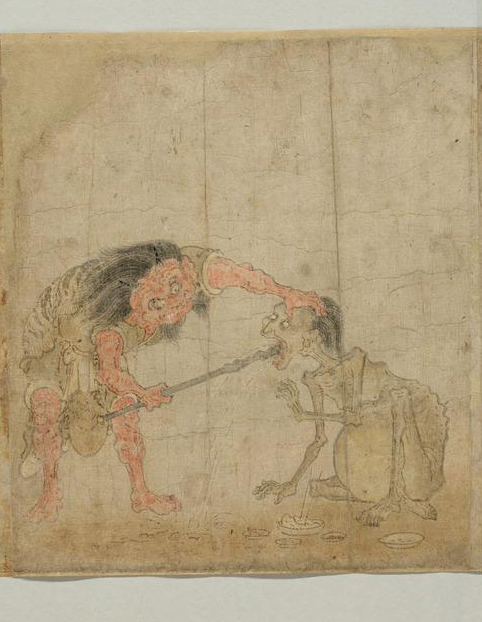
Tourment d'un damné infligé par un démon. Rouleau de Tōkyō.

Le premier rouleau exposé au musée national de Tōkyō s’ouvre sur des scènes de vie dans le palais de Heian, puis montre des villageois. Les gaki deviennent ensuite centraux, d’abord en cherchant à se nourrir des cadavres dans un cimetière, puis en se repaissant dans la fange. Finalement, les damnés sont eux-mêmes livrés à la torture et la souffrance, attaqués par des oiseaux de proie ou des démons. La composition de l’artiste renvoie plus implicitement au shintō dans le rouleau de Tōkyō, notamment la mort du dieu Izanami. Les peintures montrent les gaki, invisibles et faméliques, hantant les humains, s’accrochant à leur vêtement, guettant un nourrisson ou tentant de dévorer cadavres et excréments. L’horreur et le malaise qui transparaissent dans cet emaki évoquent ainsi tant la mort dans le shintō que les enfers bouddhistes. T. Lésoualc’h décrit ce rouleau comme un « chef-d’œuvre de l’art maudit ». Aujourd’hui, les calligraphies ont entièrement disparu et seules dix scènes nous sont restées.

### Rouleau du musée national de Kyōto

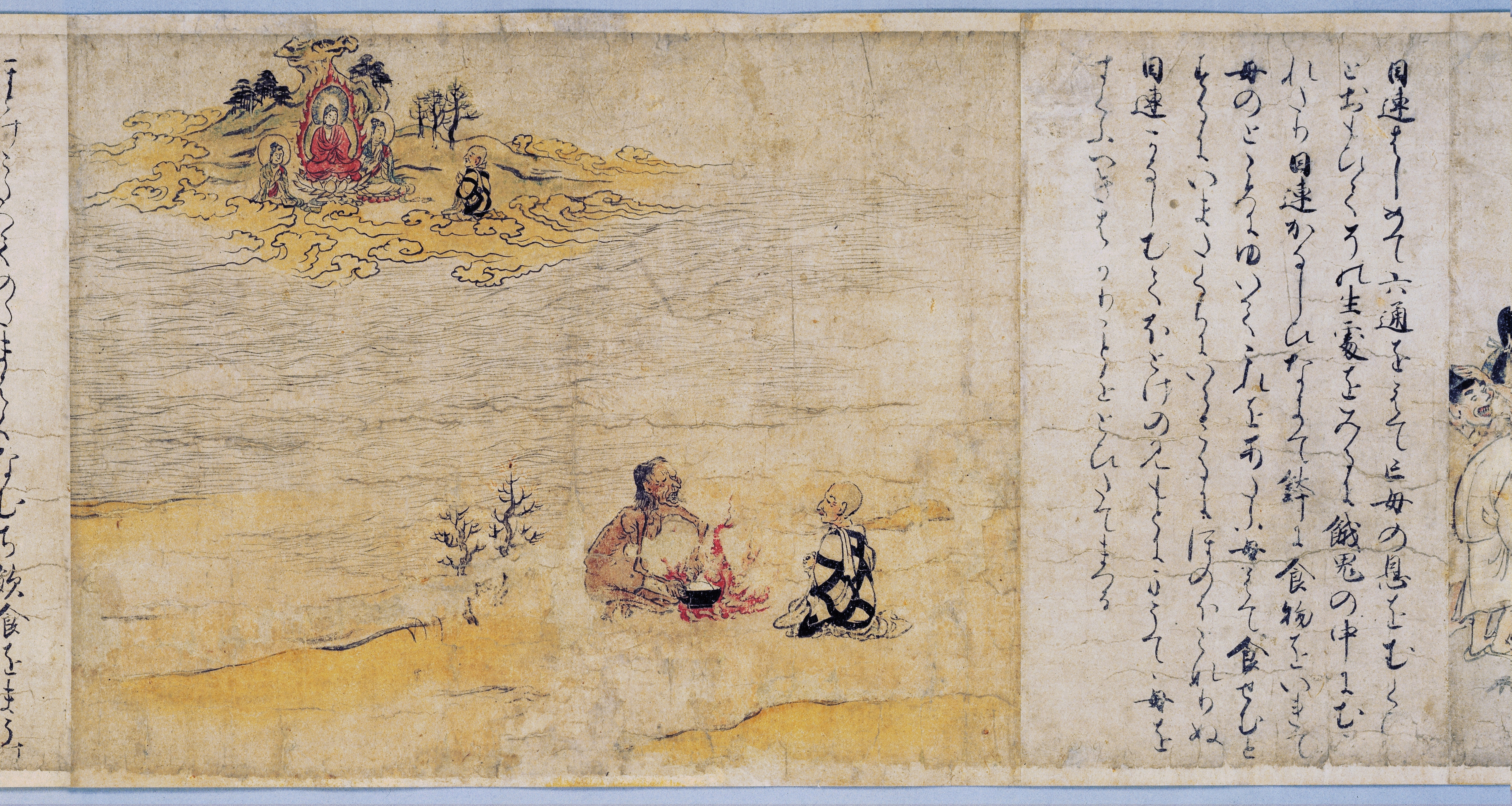
Le moine Mokuren priant le Bouddha (en haut) de lui enseigner comment délivrer sa mère damnée. Rouleau de Kyōto.

Le second rouleau exposé au musée national de Kyōto est bien plus proche des textes bouddhistes sur les six voies de l’existence (rokudō), notamment le sûtra du Shōhō nenjokyō. Dans les deux premières scènes, les gaki cherchent à s’abreuver près d’un temple animé où les humains déposent des offrandes aux damnés. Les deux peintures suivantes s’inspirent du sûtra Urabongyō : le moine Mokuren (en sanskrit Mahāmaudgalyāyana) prie le Bouddha de lui enseigner comment sauver sa mère, devenue gaki après sa mort. La cinquième scène montre comment Bouddha permet à des gaki d’attendre la Terre pure. Les deux dernières peintures racontent une anecdote sur le moine Ananda, qui apprend un rituel fondé sur la prière et des offrandes de riz pour sauver des damnés. Des calligraphies des textes bouddhistes illustrés sont insérées entre chaque scène, selon la composition en alternance récurrente pour les zōshi (anecdotes bouddhistes).

## Style des peintures
Les emaki appartiennent au style otoko-e du yamato-e, mettant l’accent sur le mouvement et les scènes de genre profanes. Ici, la peinture est caractéristique du genre, privilégiant les lignes à l’encre de Chine et des couleurs légères. Contrairement à d’autres œuvres, le trait reste majoritairement fin et régulier. Quant à la composition, elle varie beaucoup d’une scène à l’autre, étant tantôt centrée sur un personnage, tantôt s’attachant à retranscrire tout le cadre de vie. L’auteur exploite des techniques récurrentes dans l’emaki, notamment l’iji-dō-zu qui consiste en représenter plusieurs fois les mêmes personnages dans une même scène pour suggérer la temporalité ; ainsi sur la scène 5 du rouleau de Kyōto, on peut voir un groupe de gaki dévorés par un feu intérieur, puis écoutant les prédications de Bouddha, ils atteignent en haut de la peinture la Terre pure, le tout en un seul plan.
À la différence des peintures de la cour, les visages des personnages sont expressifs, voire parfois caricaturaux, à la manière des croquis retrouvés sur les murs des temples et d’autres emaki. Les gaki sont représentés avec les membres décharnés et le ventre ballonné, tels des « monstres à demi insectes », dans des tons gris pâle contrastant avec la couleur plus vive des vivants.

## Historiographie

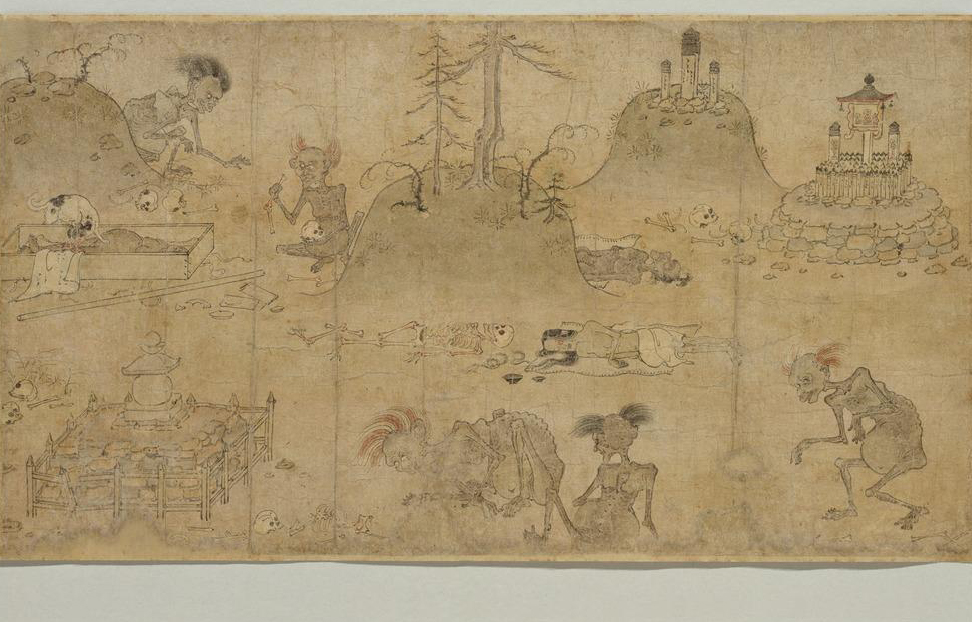
Damnés se nourrissant de cadavres dans un cimetière traditionnel. Rouleau de Tōkyō.

Comme la plupart des emaki, le Gaki zōshi offre un aperçu sur la vie quotidienne des Japonais à l’époque. La scène de l’accouchement au palais montre par exemple comment la femme était assistée, puis qu’un moine bouddhiste et un chaman sont présents pour la naissance. Plus superstitieusement, un gaki rampe menaçant en direction du bébé, illustrant la fragilité du passage du monde immatériel au monde des vivants dans le bouddhisme. Divers autres détails peuvent être soulignés, comme la symbolique protectrice des pins plantés dans le cimetière, selon de vieilles croyances chinoises. Enfin, T. Lésoualc’h rapproche la représentation des fantômes affamés dans la vie quotidienne avec « le malaise indéfinissable dont fut hantée toute l’époque de Heian, cette crainte permanente d’un monde parallèle au monde des vivants, le dominant et le persécutant ».
Plusieurs spécialistes considèrent de nos jours les emaki comme de lointains ancêtres des mangas modernes, le Gaki zōshi étant cité pour son réalisme ou la mise en scène de l’horreur.

#### Rouleaux enluminés
- Liste d'emaki
- Rouleaux illustrés du Dit du Genji (le plus ancien: du XIIe siècle)
- Rouleau des maladies (XIIe siècle)
- Rouleaux des légendes du mont Shigi (XIIe siècle)
- Ban dainagon ekotoba (Rouleaux enluminés du grand courtisan Tomo no Yoshio, ou Histoire de Ban dainagon) (XIIe siècle)
- Rouleaux des enfers (fin XIIe siècle)
- Roman enluminé du roman de Nezame (fin XIIe siècle)
- Chōjū-giga (Rouleaux enluminés des hommes et des animaux en folie) (XIIe – XIIIe siècle
- Rouleaux enluminés du journal intime de Murasaki Shikibu (XIIIe siècle)
- Rouleaux illustrés du Dit de Heiji (XIIIe siècle)
- Rouleaux enluminés de la procession nocturne des cent démons (entre le XVIe et le  XIXe siècle)

#### Autres articles connexes
- Époque de Heian
- Art japonais
- Peinture japonaise
- Art bouddhique
- Bouddhisme au Japon
- Six Destinées